# Aaron Lebedeff

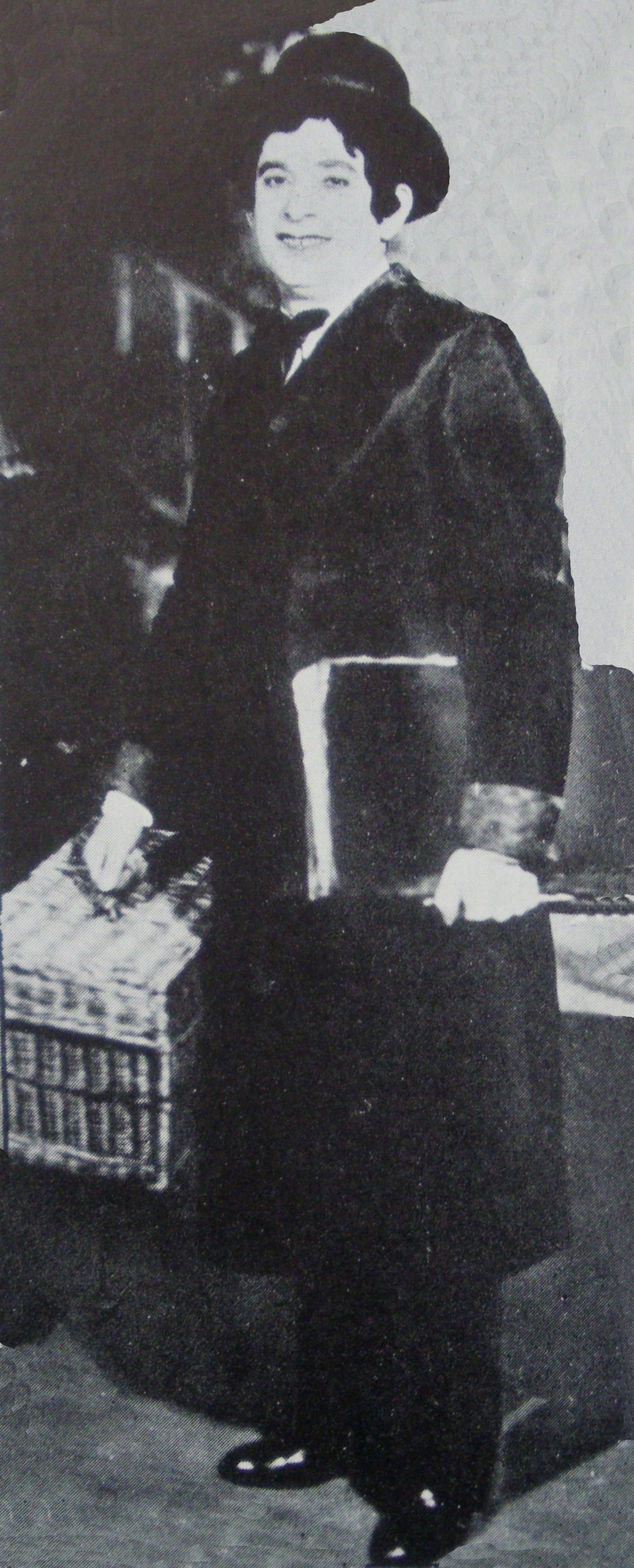
Aaron Lebedeff in Der Yidisher Yankee, 1903

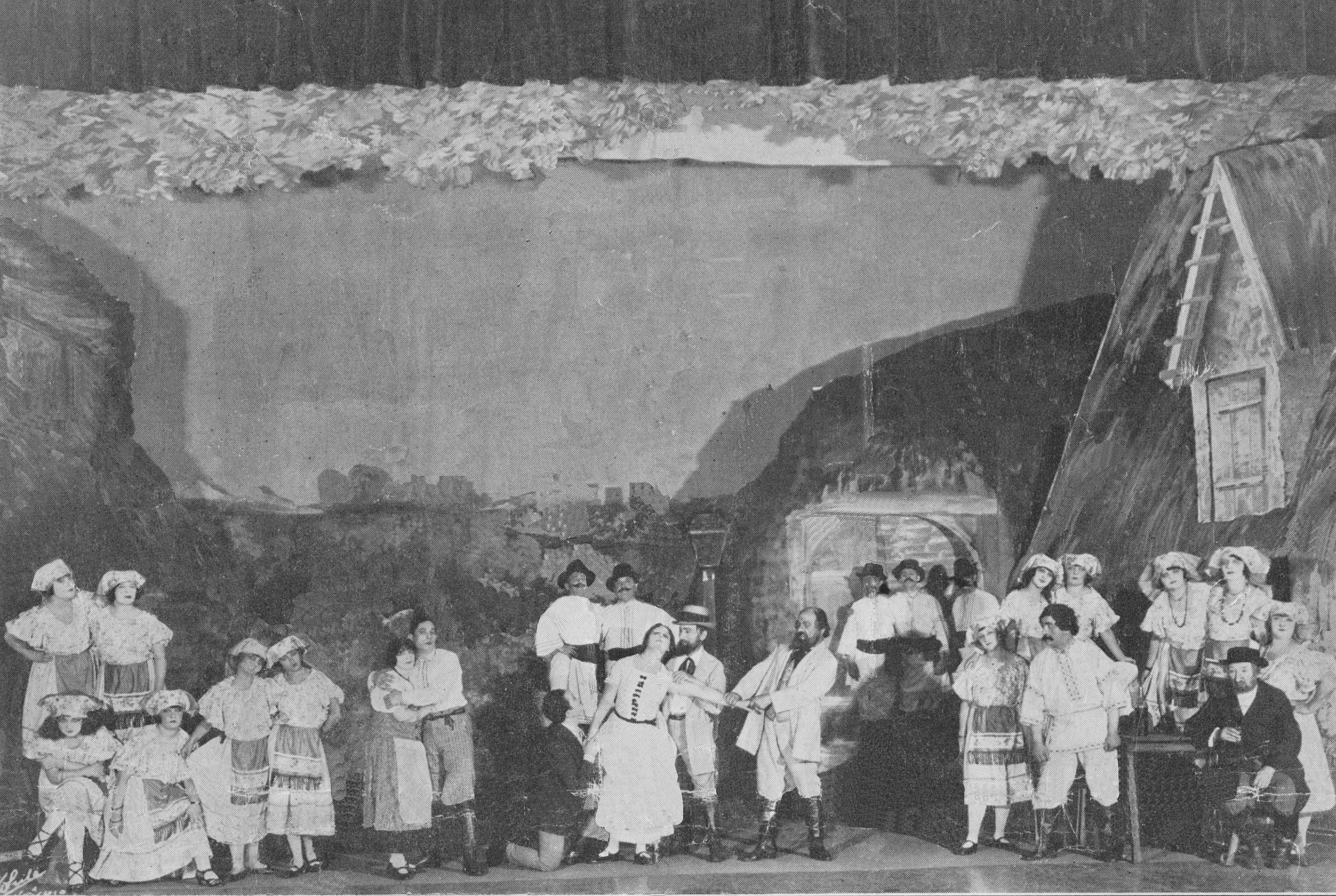
Die jiddische Operette Di rumenishe khasene (Die rumänische Hochzeit) mit Charles Nathanson, Solomon Greenberg, Zina Goldstein, Aaron Lebedeff, Bessie Weissman, Samuel Rosenstein, Abe Sincoff, Saltche Shor, Herman Seratzky, Emanual Teplitzky, Musik: Peretz Sandler, Theaterstück von Moyshe Shorr

Aaron Lebedeff (* 1875 in Homel, Belarus; † 8. November 1960 in New York City, New York) war ein belarussisch-US-amerikanischer jüdischer Theaterschauspieler und Sänger.

## Leben und Schauspielkarriere
Bereits in jungen Jahren zog er mit verschiedenen Wandertheatern in ganz Russland und Polen umher, anfangs als Hilfsarbeiter (pekl-treger), später als der Charakterdarsteller, der er bleiben sollte. Den Ersten Weltkrieg verbrachte er, zum russischen Heer gezwungen, in Harbin, Mandschurei, wo er Konzerte für Offiziere gab.
Er heiratete Vera Lubov, mit der er später gemeinsam in Japan und der Republik China „Internationale Konzerte“ präsentierte. 1920 reisten beide in die USA, wo sie ein Engagement für Boris Thomashevskys Aufführung von Wolf Shumskys Lyavke Molodyetz erhielten. Lebedeff begeisterte hierbei dermaßen, dass er über Nacht zum Star des jiddischen Theaters in den USA wurde.
Aaron Lebedeff starb am 8. November 1960 und wurde auf dem Mount-Hebron-Friedhof in Queens, New York beigesetzt.

## Lebedeffs Musicals
Eine Aufzählung der meisten Stücke, in denen er während der 1920er Jahre auftrat:
- Khatskele kol boynik (Yehude Boymvol)
- Di sheyne Berta (Julius Adler)
- Shloymke oyf Brodvey und Yoshke Khvat (Yitskhok Lesh) (Musik Herman Wohl)
- Lebedik un Freylekh (Lebendig und fröhlich) (Musik Herman Wohl)
- Arontshik un Solomontshik (Harry Kalmanovitsh, Musik Herman Wohl)
- Toyznt un eyn nakht (1001 Nacht) (Boris Thomashevsky, Musik Herman Wohl)
- Tanz, gezang un veyn (Musik Joseph Chernyavsky)
- Yankele Litvak (Israel Rosenberg, L. and S. Rozenstein)
- Di Rumenishe Khasene (Die rumänische Heirat), (Moyse Shor, Musik Perez Sandler)
- Dem tatn's zindele (Des Vaters Söhnchen) (Kalmanovitsh, Musik Perets Sandler)
- Mendl in Japan (Rakov, Musik Peretz Sandler)
- Kavkazer libe (Israel Rosenberg, Musik Peretz Sandler)
- A khasene in Palestine (Rosenberg – Sandler)
- Modeln fun libe (L. Freeman – Sandler)
- Volodke in Odessa (Lesh – Sandler)
- Syomke vert a khosn (Freyman – Sandler)
- Der kleyner milioner (Aaron Nager – Sholom Secunda)
- A nakht in Kalifornia (William Siegel – Musik Alexander Olshanetsky)
- A gan-eydn far tsvey (Paradies für zwei) (William Siegel – Olshanetsky)
- Itzikl Sholtik (Isidore Lesh, Olshanetsky)
- Goldene teg (Siegel – Olshanetsky)
- Der litvisher yankee (Yitskhok Lesh – Olshanetsky)
- Hulye Kabtsn (Israel Rosenberg – Olshanetsky)
- Motke fun Slobodke (Kalmanovitsh)

In den 1930ern:
- A Khasene in shtetl (William Siegel, Musik Herman Wohl)
- Rusishe Libe (Yitskhok Lesh – Wohl)
- A nakht in vald (Siegel – Wohl)
- Di gliklekhe nakht (Siegel – Wohl)
- Der groyser nes (Avrom Blum – Wohl)
- Raykhe kabtsonim (Reiche Arme) (Siegel – Wohl)
- Der groyser suprayz (Blum – Wohl)

Auf seinen Tourneen präsentierte er auch:
- Max und Abraham Goldfadens Beyde Kuni Lemel
- Di bobe Yakhne (Goldfaden)
- Der vilder mentsh (Jacob Gordin)
- Morgen (Hannah Gotesfeld)

Lebedeff komponierte auch dutzende von Couplets für die Broadway Record Company; er nahm zahlreiche Platten auf, darunter Vot ken yu makh, s'iz amerike! und das bekannte Rumania, Rumania, das von zahlreichen Künstlern interpretiert wurde, so z. B. von den Barry Sisters, Yaffa Yarkoni und Eartha Kitt.